# Ancistrus malacops
Ancistrus malacops es una especie de peces de la familia Loricariidae en el orden de los Siluriformes.

## Morfología
• Los machos pueden llegar alcanzar los 7,7 cm de longitud total. las hembras son un poco más pequeñas, el macho presenta unos tentáculos en el morro, mientras la hembra está ausente estos tentáculos o son más pequeños, casi imperceptibles. tiene el cuerpo típico de su familia, cuerpo aplanado en la parte inferior, presenta tres espinas o dentoides que sirve para atacar o defenderse. 

## Hábitat
Es un pez que habita en el fondo de los ríos de corrientes rápidas, adherida en las rocas y troncos que se llenan de algas de la cual se alimentan, es una especie usada en la acuariofilia

## Distribución geográfica
Se encuentran en Sudamérica en el Río Santiago, en la provincia de Morona Santiago en el oriente de Ecuador. y en el Río Ampiyacu en Perú

## condiciones de mantenimiento
Requieren de acuarios, a partir de 60 litros, con troncos y rocas dónde pueda esconderse, al ser una especie nocturna su mayor actividad se desarrolla en la noche, requiere aguas blandas y ácidas con un pHde 6 a 6.5,  y una temperatura de 26 °C.